# Otites maculipennis
Otites maculipennis är en tvåvingeart som först beskrevs av Pierre André Latreille 1811.  Otites maculipennis ingår i släktet Otites och familjen fläckflugor. Inga underarter finns listade i Catalogue of Life.